# 岡村丹二
岡村 丹二（おかむら たんじ、1895年12月19日 - 1954年12月8日）は、日本の経営者。山陽電気鉄道社長を務めた。

## 経歴
兵庫県神戸市出身。1921年に東京帝国大学経済科を卒業し、鉄道省、大阪鉄道での勤務を経て、1930年10月に宇治川電気(のちの山陽電気鉄道)に入社。
1940年10月に常務、1943年10月に専務を経て、1949年4月に社長に就任。
1954年12月8日、社長在任中に死去。58歳没。